# Saulos Chilima
Saulos Klaus Chilima (Ntcheu, 12 de febrero de 1973-Mzimba, 10 de junio de 2024) fue un economista y político malauí, que ejerció como vicepresidente de Malaui en dos ocasiones, de 2014 a 2019 y de 2020, hasta su muerte en 2024. Chilima asumió el cargo el 28 de junio de 2020, ganando la mayoría junto con el candidato presidencial Lazarus Chakwera. Chilima también se desempeñó como Ministro de Planificación Económica y Desarrollo, así como Jefe de Reformas del Sector Público, cargo que también ocupó anteriormente bajo la administración del expresidente Peter Mutharika. Antes de unirse a la política, Chilima ocupó puestos de liderazgo clave en varias empresas multinacionales, incluidas Unilever, Coca-Cola y Airtel Malawi, donde ascendió hasta convertirse en director ejecutivo.

## Biografía
Cristiano católico practicante, Chilima obtuvo un bachillerato en Ciencias Sociales (Economía) y el título de maestría en Economía, ambos de la Universidad del Canciller de la Universidad de Malawi, El 10 de agosto de 2015, Chilima recibió su doctorado en Administración de Conocimiento de la Universidad de Bolton en el Reino Unido.
Antes de unirse a la política, Chilima mantuvo cargos de liderazgo clave en varias compañías multinacionales, entre ellas Unilever, Coca Cola y Airtel Malawi, donde llegó a convertirse en director ejecutivo.
En febrero de 2014, Saulos Chilima acompañó al candidato presidencial del Partido Demócrata Progresista, Peter Mutharika para las elecciones presidenciales de mayo de 2014.
Saulos Chilima era miembro del Consejo de Liderazgo de Compact 2025, una sociedad de desarrollo y difusión de asesoramiento para políticos y otras tomas de decisiones para acabar con el hambre y la desnutrición en los próximos diez años, por 2025.

## Fallecimiento
El 10 de junio de 2024, un avión Dornier 228 de las Fuerzas de Defensa de Malawi que transportaba a Chilima y a otras ocho personas desapareció en la Reserva Forestal de Chikangawa, en la Región Norte, cuando se dirigían a asistir al funeral del exministro de Gobierno Ralph Kasambara. El presidente Lazarus Chakwera ordenó una operación de búsqueda y rescate después de que los funcionarios de aviación no pudieran contactar con la aeronave.  El 11 de junio de 2024, en un discurso nacional, Chakwera declaró que se había confirmado la muerte de Chilima y de todos los demás pasajeros del avión (incluida la ex primera dama de Malawi, Patricia Shanil Muluzi) en el accidente.